# 연설

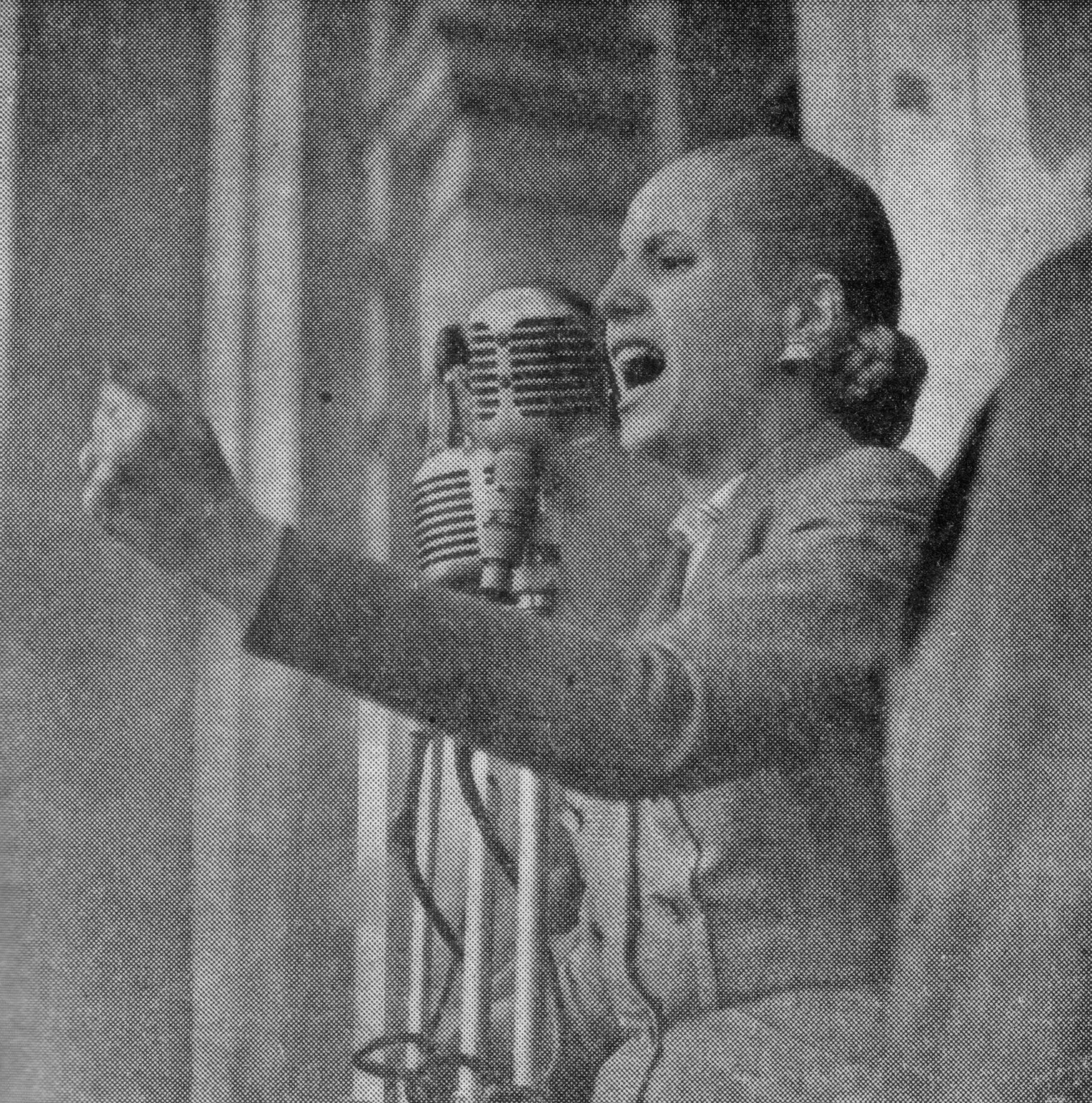
연설하는 에바 페론.

연설(演說)은 사람들 앞에서 정보를 전달하거나 영향을 주거나 즐겁게 하려는 목적으로 의도를 가지고 조리있게 말하는 것이다.
철학자 공자는 좋은 연설은 개인의 인생에 영향을 주어야 한다고 생각했다. 그는 권력을 가진 자는 말과 행동으로 세상에 영향을 줄 수 있다고 믿었다.

## 어원
연설은 일본의 계몽주의자 후쿠자와 유기치와 게이오 대학의 관계자들이 사용했다고 전해진다. 당시 '演舌書'라는 부류의 책들이 있었는데, 연설은 실제 말로 표현해 낸다는 점에 착안하여 '설'자를 같은 음의 한자로 고쳐 '演説'이라고 하였다.

## 연설의 요소
대중 연설에는 다른 형태의 의사소통과 마찬가지로 '누가 무엇을 누구에게 어떤 방법으로 어떤 효과 가지고 말하는가'라는 다섯 가지 요소가 있다. 연설의 목적은 단순한 정보를 전달하는 것부터 사람들로 행동을 하게 동기를 유발하거나, 단순히 이야기를 들려주는 것까지 다양하다. 훌륭한 연설자는 단순히 정보를 알려주는 것이 아니라, 청중의 감정을 바꿀 수 있는 능력이 있어야 한다. 연설은 공동체의 대화라고 여겨진다. 개인간 의사전달과 연설은 몇 가지의 부분을 가지고 있는데, 그것은 유기유발 연설, 리더쉽/개인 개발, 업무, 고객 서비스, 대규모 그룹 의사소통, 대중 의사소통이다.

## 같이 보기
- 웅변가
- 청중 응답 시스템
- 대중조작
- 토론
- 설득
- 수사학
- 연설작가